# Olcella nigriseta
Olcella nigriseta är en tvåvingeart som först beskrevs av Malloch 1934.  Olcella nigriseta ingår i släktet Olcella och familjen fritflugor. Inga underarter finns listade i Catalogue of Life.